# Самедов, Александр Сергеевич
Алекса́ндр Серге́евич Саме́дов (азерб. Aleksandr Səmədov; род. 19 июля 1984, Москва) — российский футболист, полузащитник, выступал за сборную России. Заслуженный мастер спорта России (2018).
Чемпион России (2016/17), обладатель Суперкубка России (2017) и четырёхкратный обладатель Кубка России по футболу. Участник чемпионатов мира по футболу 2014 и 2018 годов и чемпионата Европы 2016 года. Занимает десятое место по количеству сыгранных матчей в истории чемпионатов России (386).

## Биография
Александр Самедов родился 19 июля 1984 года в Москве. В детстве мать, не без участия отца, отвела Самедова в секцию по футболу. Когда он, устав от многолетнего сурового спортивного режима, захотел всё бросить, родители убедили сына продолжать тренировки.
Окончил Московский областной государственный институт физической культуры в Малаховке (Московская область, Люберецкий район).

#### Семья и личная жизнь
Отец — Сергей Михайлович Самедов, азербайджанец, родом из города Кировабада (ныне — Гянджа) Азербайджанской ССР, после трёхлетней службы по призыву в рядах Военно-морского флота СССР в 1974 году переехал в Москву, где жил и работал шофёром (управлял большегрузными автомобилями типа «КамАЗ»). Скончался в декабре 2015 года. Мать — Любовь Петровна, русская. Александр является младшим ребёнком в семье, у него есть ещё две сестры и брат. Братья отца также осели в России после военной службы в рядах Советской армии, живут в Твери.
- Жена — Юлия[13].
  - Сын — Богдан (род. 2009)[13].
  - Сын — Илья (род. 8 апреля 2016)[13][14].
  - Сын (род. 6 августа 2018)[15].

## Клубная карьера
Начал заниматься футболом в СШОР 44 «Красногвардеец» (Москва).

### «Спартак» (Москва)
В 1996 году в возрасте двенадцати лет Александр Самедов стал воспитанником Специализированной детско-юношеской школы олимпийского резерва (СДЮШОР) московского футбольного клуба «Спартак» (тренер — Евгений Викторович Воробьёв), где считался перспективным футболистом.
Дебютировал в основном составе в 2002 году, провёл 59 матчей и забил девять голов.
В 2004 году, при Невио Скале, часто попадал в основной состав, но с приходом Александра Старкова выпал из «основы».

### «Локомотив» (Москва)
После покупки «Спартаком» Владимира Быстрова в 2005 году Самедов был продан за 3,4 млн евро московскому «Локомотиву».

«…Не могу сказать, что для меня уход из „Спартака“ был очень уж болезненным. „Локомотив“ покупал меня за огромные деньги, и я уходил с высоко поднятой головой. Меня из „Спартака“ никто не выгонял, я сам сказал, что хочу покинуть команду.»— Александр Самедов, 23 октября 2011 года.
Играя за «Локомотив», забил гол в ворота австрийского «Рапида» в третьем отборочном раунде Лиги чемпионов 2005/06.
В составе «Локомотива» выходил на поле нерегулярно и не стал ключевым игроком в команде.

### ФК «Москва»

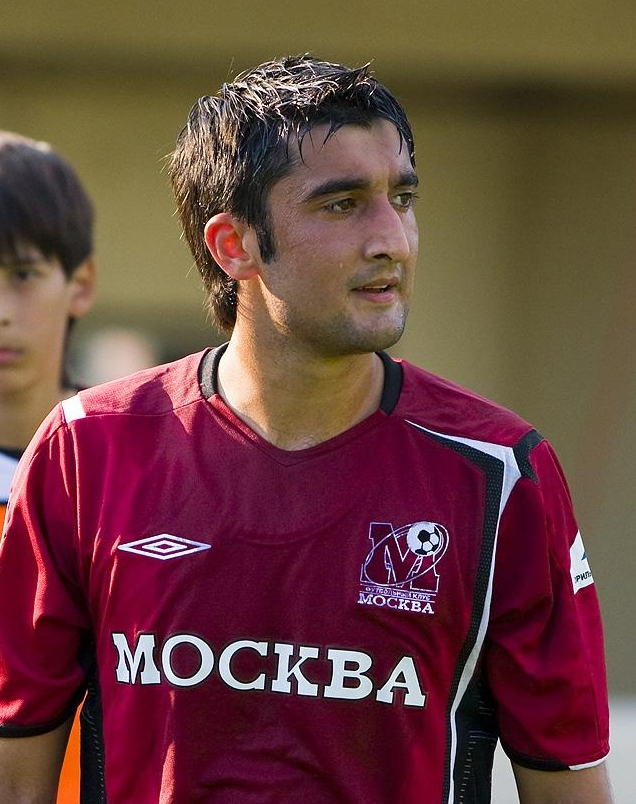
Самедов в составе ФК «Москва». 3 июля 2008 года.

3 июля 2008 года Самедов подписал контракт с ФК «Москва»: сумма трансфера составила $ 3,5 млн.
В новой команде полузащитнику удалось стать лидером команды и помочь ей добиться определённых успехов. Его передачи всегда были опасными для партнёров, так как нередко приводили к голам. Игра Самедова стала заметна и для Гуса Хиддинга, который в то время был главным тренером национальной сборной. Он назвал фамилию талантливого полузащитника в числе претендентов в сборную страны. Тем не менее, вызов в сборную так и не последовал. В чемпионате России 2009 года Самедов сумел отправить мяч в ворота пять раз, сделал немало голевых передач и оказался в числе тридцати трёх лучших футболистов Премьер-лиги. В общей сложности сыграл за «Москву» 44 матча и забил 7 мячей.
26 ноября 2009 года в соответствии с Положением о Единой всероссийской спортивной классификации Александру Самедову присвоено спортивное звание «Мастер спорта России».

### «Динамо» (Москва)
В 2010 году стал игроком клуба «Динамо» (Москва). Первый сезон провёл в качестве основного игрока и лидера команды, но особых результатов не добился. Однако уже следующий сезон стал для Александра одним из лучших в карьере: под руководством Сергея Силкина «Динамо» провело лучший за последние годы сезон, заняв в чемпионате четвёртое место, а Самедов был одним из наиболее ярких игроков как команды, так и чемпионата в целом. Именно в это время он привлёк внимание главного тренера сборной России Дика Адвоката и вскоре получил вызов в национальную команду.

### Возвращение в «Локомотив»
27 июня 2012 года Александр Самедов вернулся в «Локомотив», за который играл в 2005—2008 годах.
Осенью 2014 года с группой игроков вступил конфликт с главным тренером Леонидом Кучуком, которой пользовался популярностью среди болельщиков, после бронзового сезона. Конфликт закончился увольнением тренера, игроки на пару сезонов перестали получать ежегодную награду болельщиков «Стальной рельс». Сам же игрок стал подвергаться обструкции со стороны трибун, также последствии добавились претензии и игровой формой в играх за клуб.
Осенью 2016 года «Локомотив» находился в середине турнирной таблицы и имел шансы на выход еврокубки. В этот момент к Самедову стал проявлять интерес лидирующий на тот момент «Спартак». В результате игрок вступил в конфликт с вернувшимся на тренерский мостик Юрием Сёминым и был отстранён от матчей команды.

### Возвращение в «Спартак»

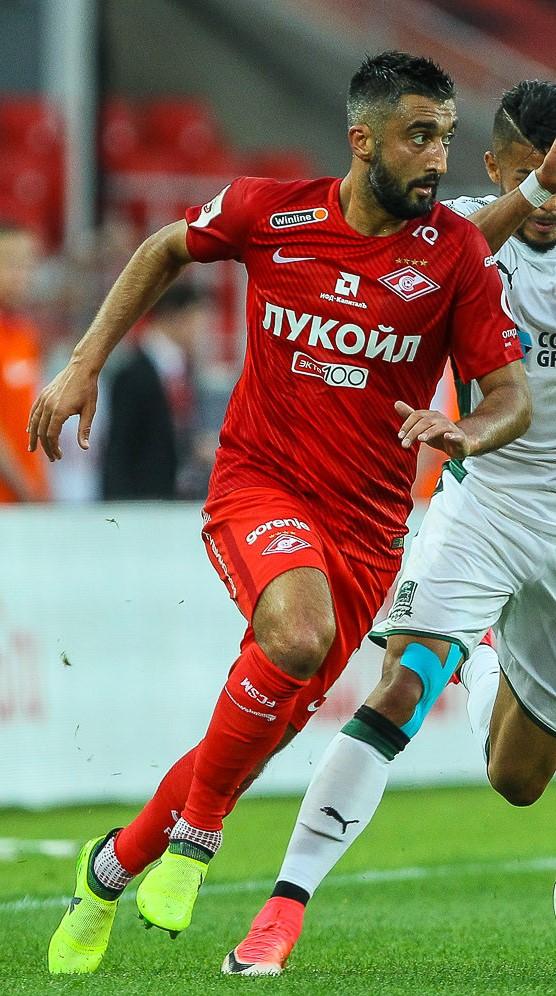
Самедов в составе «Спартака» в 2017 году

16 января 2017 года Самедов спустя 12 лет вернулся в московский «Спартак».

«Испытываю огромное волнение и одновременно радость в связи с возвращением в родной клуб спустя 12 лет. Надеюсь, нет, даже уверен — в „Спартаке“ у меня всё получится!»— Александр Самедов, 16 января 2017 года.
Первый матч после возвращения провёл 5 марта 2017 года в 18 туре против «Краснодара» (2:2). Первый гол после возвращения забил 12 марта 2017 года в домашнем матче 19 тура против «Анжи» (1:0), этот гол помог «Спартаку» победить. 16 апреля 2017 года в домашнем матче 23 тура против петербургского «Зенита» (2:1), забил победный гол. 13 мая 2017 года в гостевом матче 28 тура против «Амкара» (1:0) снова забил победный гол. 13 сентября 2017 года в гостевом матче 1 тура группы E Лиги Чемпионов против «Марибора» (1:1) забил гол. 5 января 2019 года контракт был расторгнут по обоюдному согласию сторон.

### «Крылья Советов»
13 января 2019 на правах свободного агента заключил контракт с «Крыльями Советов». 2 марта 2019 года дебютировал за новый клуб в матче 13 тура Российской Премьер-лиги против московского «Локомотива» (2:2), выйдя в стартовом составе и в этом же матче сделал голевую передачу на Джано Ананидзе. 21 июня 2019 года покинул «Крылья Советов» в связи с истечением контракта. За «Крылья» сыграл 9 матчей в чемпионате России и отдал 4 голевых паса.

### «Знамя»
30 июля 2019 объявил о завершении карьеры футболиста.
Через месяц стал игроком клуба III, любительского дивизиона «Знамя» Ногинск. На профессиональном уровне дебютировал за команду в матче 1/256 финала Кубка России 2020/21.

## После окончания игровой карьеры
В январе 2021 года получил назначение на должность селекционера в молодёжный департамент московского «Локомотива». В апреле 2022 года покинул должность селекционера «Локомотива» по молодёжному футболу.
2 июня 2022 года занял должность селекционера в ФК «Факел» Воронеж.

## В сборной

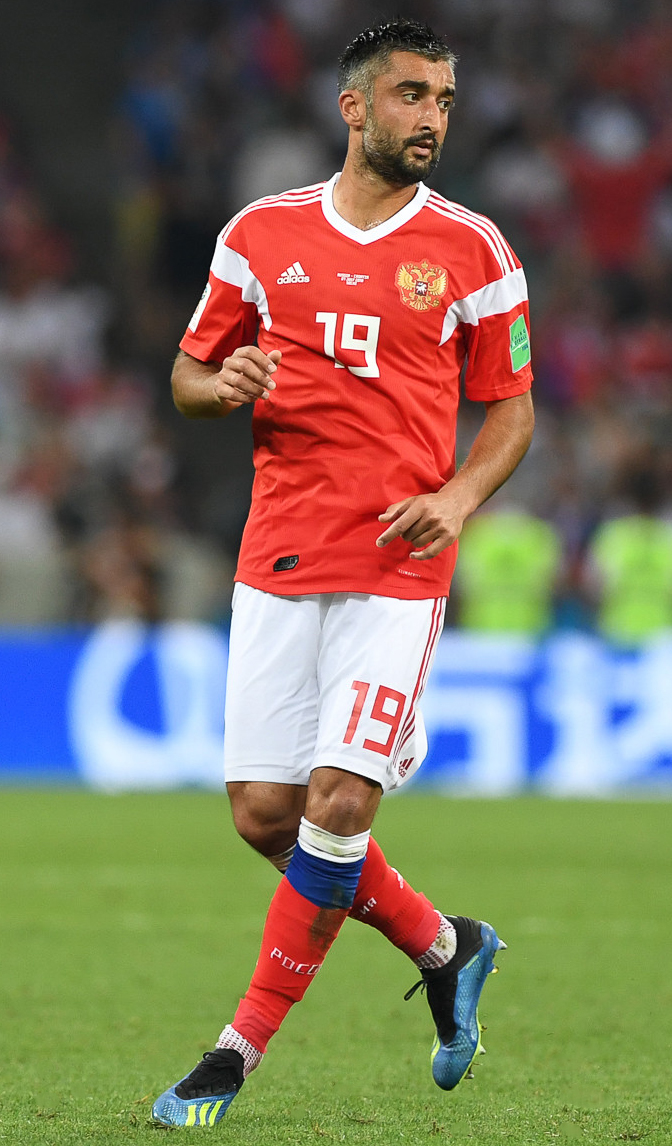
Самедов в составе сборной России

В 2003 году Самедов принимал участие в учебно-тренировочных сборах сборной Азербайджана, которая готовилась к сентябрьским матчам квалификации чемпионата Европы 2004 года. После этого Самедову часто поступали предложения выступать за национальную сборную Азербайджана, но он всякий раз их отклонял. По его словам, причинами этому было нежелание играть в России в качестве легионера, а также совет его отца ждать приглашения из российской сборной, чтобы в перспективе иметь возможность выступать на чемпионатах мира и Европы.
23 сентября 2011 года, в возрасте двадцати семи лет, Самедов впервые получил вызов в основной состав сборной России. Дебютировал за сборную 7 октября 2011 года в матче со сборной Словакии, выйдя на замену на 89-й минуте матча. В заявку на чемпионат Европы 2012 года он не попал, поскольку, по словам тренера сборной Дика Адвоката, был больше приспособлен в роли правого хавбека для игры по схеме 4-4-2, которая в сборной в то время не применялась.
6 сентября 2013 года забил свой первый гол за российскую сборную в ворота сборной Люксембурга. 11 октября 2013 года забил свой второй гол за сборную, вновь в ворота сборной Люксембурга.
15 октября 2013 года в отборочном матче со сборной Азербайджана, проходившем на стадионе «Баксель Арена» в Баку, сделал голевую передачу на Романа Широкова, тем самым помог России выйти на чемпионат мира 2014 года с первого места в группе F. В этом матче Самедова постоянно освистывали азербайджанские болельщики, а на 78-й минуте встречи стали забрасывать его зажигалками и монетами. Как позже выяснилось, перед игрой Александр Самедов заявил, что его сборная «накажет азербайджанцев за самоуверенность», пытаясь дать ответ ряду азербайджанских игроков и экспертов, не сомневавшихся в победе своей сборной.
15 ноября 2013 года забил свой третий гол за сборную в товарищеском матче против сборной Сербии. А 19 ноября 2013 года отдал голевой пас с углового на Дмитрия Тарасова в товарищеском матче в Дубае против сборной Республики Корея и был назван лучшим игроком матча.
Попал в заявку сборной России на чемпионат мира 2014 года в Бразилии и принял участие во всех трёх матчах сборной на групповом этапе — с Кореей, Бельгией и Алжиром. По результатам этих матчей сборная России заняла третье место в группе и завершила своё участие в чемпионате, не выйдя в плей-офф.
Принимал участие в чемпионате Европы 2016 года, однако на поле появился лишь однажды, выйдя на замену в заключительном матче группового этапа против сборной Уэльса. Этот матч сборная России проиграла со счётом 0:3 и покинула турнир, заняв последнее место в группе.
В июне 2017 года Самедов был основным игроком сборной на Кубке конфедераций, проходившем в России; сыграл все три матча на турнире, забив единственный мяч сборной России в игре против мексиканцев (1:2).
В 2018 году был основным игроком сборной. В товарищеском матче против сборной Турции (1:1) забил гол. Попал в окончательную заявку сборной на домашний чемпионат мира 2018 года и принял участие во всех трёх матчах сборной на групповом этапе — с Саудовской Аравией, Египтом, Уругваем. По результатам этих матчей сборная России заняла второе место в группе и вышла в плей-офф. В 1/8 сборная России обыграла сборную Испании (1:1, 3:4 по пен.), но в 1/4 проиграла сборной Хорватии (2:2, 3:4 по пен.).
7 июля 2018 года, после матча с Хорватией, Самедов объявил о завершении карьеры в сборной России.

## Достижения
Командные

«Спартак»
- Чемпион России: 2016/17
- Бронзовый призёр чемпионата России: 2002, 2017/18
- Обладатель Кубка России: 2002/03
- Обладатель Суперкубка России: 2017[17]

«Динамо»
- Финалист Кубка России: 2011/12

«Локомотив»
- Бронзовый призёр чемпионата России (3): 2005, 2006, 2013/14
- Обладатель Кубка России (3): 2006/07, 2014/15, 2016/17
- Финалист Суперкубка России: 2015

Личные
- Почётная грамота Президента Российской Федерации (27 июля 2018 года) — за большой вклад в развитие отечественного футбола и высокие спортивные достижения[55]
- Лауреат национальной премии РФС «33 лучших игрока сезона» — (5): 2009 (№ 3), 2011/12 (№ 1), 2013/14 (№ 2), 2015/16 (№ 3), 2016/17 (№ 3)[56].
- Член Клуба Игоря Нетто (2018)

## Статистика

### Клубная
| Клуб                 | Сезон                | Лига                 | Лига | Лига | Кубки | Кубки | Еврокубки | Еврокубки | Еврокубки | Итого | Итого |
| Клуб                 | Сезон                | Турнир               | Игры | Голы | Игры  | Голы  | Турнир    | Игры      | Голы      | Игры  | Голы  |
| -------------------- | -------------------- | -------------------- | ---- | ---- | ----- | ----- | --------- | --------- | --------- | ----- | ----- |
| Спартак              | 2002                 | Премьер-лига         | 1    | 0    | 0     | 0     | ЛЧ        | 0         | 0         | 1     | 0     |
| Спартак              | 2003                 | Премьер-лига         | 6    | 0    | 5     | 0     | КУ        | 0         | 0         | 11    | 0     |
| Спартак              | 2004                 | Премьер-лига         | 29   | 6    | 2     | 0     | КУ, КИ    | 2         | 1         | 33    | 7     |
| Спартак              | 2005                 | Премьер-лига         | 11   | 0    | 2     | 1     |           | −         | −         | 13    | 1     |
| Спартак              | Итого                | Итого                | 47   | 6    | 9     | 1     |           | 2         | 1         | 58    | 8     |
| Локомотив            | 2005                 | Премьер-лига         | 9    | 0    | 0     | 0     | ЛЧ, КУ    | 6         | 1         | 15    | 1     |
| Локомотив            | 2006                 | Премьер-лига         | 13   | 0    | 1     | 0     | КУ        | 2         | 0         | 16    | 0     |
| Локомотив            | 2007                 | Премьер-лига         | 23   | 3    | 4     | 0     | КУ        | 6         | 1         | 33    | 4     |
| Локомотив            | 2008                 | Премьер-лига         | 4    | 0    | 0     | 0     |           | −         | −         | 4     | 0     |
| Локомотив            | Итого                | Итого                | 49   | 3    | 5     | 0     |           | 14        | 2         | 68    | 5     |
| Москва               | 2008                 | Премьер-лига         | 17   | 2    | 2     | 0     | КУ        | 4         | 2         | 23    | 4     |
| Москва               | 2009                 | Премьер-лига         | 27   | 5    | 3     | 0     |           | −         | −         | 30    | 5     |
| Москва               | Итого                | Итого                | 44   | 7    | 5     | 0     |           | 4         | 2         | 53    | 9     |
| Динамо               | 2010                 | Премьер-лига         | 27   | 3    | 2     | 1     |           | −         | −         | 29    | 4     |
| Динамо               | 2011/12              | Премьер-лига         | 43   | 6    | 6     | 0     |           | −         | −         | 49    | 6     |
| Динамо               | Итого                | Итого                | 70   | 9    | 8     | 1     |           | 0         | 0         | 78    | 10    |
| Локомотив            | 2012/13              | Премьер-лига         | 26   | 2    | 1     | 0     |           | −         | −         | 27    | 2     |
| Локомотив            | 2013/14              | Премьер-лига         | 30   | 7    | 0     | 0     |           | −         | −         | 30    | 7     |
| Локомотив            | 2014/15              | Премьер-лига         | 29   | 4    | 5     | 0     | ЛЕ        | 2         | 0         | 36    | 4     |
| Локомотив            | 2015/16              | Премьер-лига         | 28   | 9    | 1     | 0     | ЛЕ        | 8         | 5         | 37    | 14    |
| Локомотив            | 2016/17              | Премьер-лига         | 15   | 4    | 2     | 1     |           | −         | −         | 17    | 5     |
| Локомотив            | Итого                | Итого                | 128  | 26   | 9     | 1     |           | 10        | 5         | 147   | 32    |
| Итого за «Локомотив» | Итого за «Локомотив» | Итого за «Локомотив» | 177  | 29   | 14    | 1     |           | 24        | 7         | 215   | 37    |
| Спартак              | 2016/17              | Премьер-лига         | 10   | 3    | 0     | 0     | ЛЕ        | 0         | 0         | 10    | 3     |
| Спартак              | 2017/18              | Премьер-лига         | 21   | 2    | 3     | 0     | ЛЧ        | 4         | 1         | 28    | 3     |
| Спартак              | 2018/19              | Премьер-лига         | 8    | 0    | 1     | 0     | ЛЧ, ЛЕ    | 3         | 0         | 12    | 0     |
| Спартак              | Итого                | Итого                | 39   | 5    | 4     | 0     |           | 7         | 1         | 50    | 6     |
| Итого за «Спартак»   | Итого за «Спартак»   | Итого за «Спартак»   | 86   | 11   | 13    | 1     |           | 9         | 2         | 108   | 14    |
| Крылья Советов       | 2018/19              | Премьер-лига         | 9    | 0    | 0     | 0     |           | −         | −         | 9     | 0     |
| Крылья Советов       | Итого                | Итого                | 9    | 0    | 0     | 0     |           | 0         | 0         | 9     | 0     |
| Знамя                | 2020/21              | ПФЛ                  | 2    | 0    | 1     | 0     |           | −         | −         | 3     | 0     |
| Знамя                | Итого                | Итого                | 2    | 0    | 1     | 0     |           | 0         | 0         | 3     | 0     |
| Всего за карьеру     | Всего за карьеру     | Всего за карьеру     | 388  | 56   | 41    | 3     |           | 37        | 11        | 466   | 70    |

### Сборная
| Россия           | Год              | Отборочные матчи ЧМ | Отборочные матчи ЧМ | Финальные матчи ЧМ | Финальные матчи ЧМ | Отборочные матчи ЧЕ | Отборочные матчи ЧЕ | Финальные матчи ЧЕ | Финальные матчи ЧЕ | Кубок конфедераций | Кубок конфедераций | Товарищеские матчи | Товарищеские матчи | Всего | Всего |
| Россия           | Год              | Игры                | Голы                | Игры               | Голы               | Игры                | Голы                | Игры               | Голы               | Игры               | Голы               | Игры               | Голы               | Игры  | Голы  |
| ---------------- | ---------------- | ------------------- | ------------------- | ------------------ | ------------------ | ------------------- | ------------------- | ------------------ | ------------------ | ------------------ | ------------------ | ------------------ | ------------------ | ----- | ----- |
| Россия           | 2011             | 0                   | 0                   | 0                  | 0                  | 2                   | 0                   | 0                  | 0                  | 0                  | 0                  | 0                  | 0                  | 2     | 0     |
| Россия           | 2012             | 3                   | 0                   | 0                  | 0                  | 0                   | 0                   | 0                  | 0                  | 0                  | 0                  | 1                  | 0                  | 4     | 0     |
| Россия           | 2013             | 5                   | 2                   | 0                  | 0                  | 0                   | 0                   | 0                  | 0                  | 0                  | 0                  | 2                  | 1                  | 7     | 3     |
| Россия           | 2014             | 0                   | 0                   | 3                  | 0                  | 2                   | 0                   | 0                  | 0                  | 0                  | 0                  | 6                  | 0                  | 11    | 0     |
| Россия           | 2015             | 0                   | 0                   | 0                  | 0                  | 0                   | 0                   | 0                  | 0                  | 0                  | 0                  | 2                  | 0                  | 2     | 0     |
| Россия           | 2016             | 0                   | 0                   | 0                  | 0                  | 0                   | 0                   | 1                  | 0                  | 0                  | 0                  | 8                  | 2                  | 9     | 2     |
| Россия           | 2017             | 0                   | 0                   | 0                  | 0                  | 0                   | 0                   | 0                  | 0                  | 3                  | 1                  | 6                  | 0                  | 9     | 1     |
| Россия           | 2018             | 0                   | 0                   | 5                  | 0                  | 0                   | 0                   | 0                  | 0                  | 0                  | 0                  | 4                  | 1                  | 9     | 1     |
| Всего за карьеру | Всего за карьеру | 8                   | 2                   | 8                  | 0                  | 4                   | 0                   | 1                  | 0                  | 3                  | 1                  | 29                 | 4                  | 53    | 7     |

| Матчи Александра Самедова за сборную России | Матчи Александра Самедова за сборную России | Матчи Александра Самедова за сборную России | Матчи Александра Самедова за сборную России | Матчи Александра Самедова за сборную России | Матчи Александра Самедова за сборную России |
| №                                           | Дата                                        | Соперник                                    | Счёт                                        | Голы Самедова                               | Турнир                                      |
| ------------------------------------------- | ------------------------------------------- | ------------------------------------------- | ------------------------------------------- | ------------------------------------------- | ------------------------------------------- |
| 1                                           | 7 октября 2011                              | Словакия                                    | 1:0                                         | —                                           | Отборочные матчи ЧЕ-2012                    |
| 2                                           | 11 октября 2011                             | Андорра                                     | 6:0                                         | —                                           | Отборочные матчи ЧЕ-2012                    |
| 3                                           | 15 августа 2012                             | Кот-д’Ивуар                                 | 1:1                                         | —                                           | Товарищеский матч                           |
| 4                                           | 11 сентября 2012                            | Израиль                                     | 4:0                                         | —                                           | Отборочные матчи ЧМ-2014                    |
| 5                                           | 12 октября 2012                             | Португалия                                  | 1:0                                         | —                                           | Отборочные матчи ЧМ-2014                    |
| 6                                           | 16 октября 2012                             | Азербайджан                                 | 1:0                                         | —                                           | Отборочные матчи ЧМ-2014                    |
| 7                                           | 14 августа 2013                             | Северная Ирландия                           | 0:1                                         | —                                           | Отборочные матчи ЧМ-2014                    |
| 8                                           | 6 сентября 2013                             | Люксембург                                  | 4:1                                         | 1                                           | Отборочные матчи ЧМ-2014                    |
| 9                                           | 10 сентября 2013                            | Израиль                                     | 3:1                                         | —                                           | Отборочные матчи ЧМ-2014                    |
| 10                                          | 11 октября 2013                             | Люксембург                                  | 4:0                                         | 1                                           | Отборочные матчи ЧМ-2014                    |
| 11                                          | 15 октября 2013                             | Азербайджан                                 | 1:1                                         | —                                           | Отборочные матчи ЧМ-2014                    |
| 12                                          | 15 ноября 2013                              | Сербия                                      | 1:1                                         | 1                                           | Товарищеский матч                           |
| 13                                          | 19 ноября 2013                              | Южная Корея                                 | 2:1                                         | —                                           | Товарищеский матч                           |
| 14                                          | 5 марта 2014                                | Армения                                     | 2:0                                         | —                                           | Товарищеский матч                           |
| 15                                          | 26 мая 2014                                 | Словакия                                    | 1:0                                         | —                                           | Товарищеский матч                           |
| 16                                          | 31 мая 2014                                 | Норвегия                                    | 1:1                                         | —                                           | Товарищеский матч                           |
| 17                                          | 6 июня 2014                                 | Марокко                                     | 2:0                                         | —                                           | Товарищеский матч                           |
| 18                                          | 17 июня 2014                                | Южная Корея                                 | 1:1                                         | —                                           | Финальные матчи ЧМ-2014                     |
| 19                                          | 22 июня 2014                                | Бельгия                                     | 0:1                                         | —                                           | Финальные матчи ЧМ-2014                     |
| 20                                          | 27 июня 2014                                | Алжир                                       | 1:1                                         | —                                           | Финальные матчи ЧМ-2014                     |
| 21                                          | 3 сентября 2014                             | Азербайджан                                 | 4:0                                         | —                                           | Товарищеский матч                           |
| 22                                          | 8 сентября 2014                             | Лихтенштейн                                 | 4:0                                         | —                                           | Отборочные матчи ЧЕ-2016                    |
| 23                                          | 9 октября 2014                              | Швеция                                      | 1:1                                         | —                                           | Отборочные матчи ЧЕ-2016                    |
| 24                                          | 18 ноября 2014                              | Венгрия                                     | 2:1                                         | —                                           | Товарищеский матч                           |
| 25                                          | 31 марта 2015                               | Казахстан                                   | 0:0                                         | —                                           | Товарищеский матч                           |
| 26                                          | 14 ноября 2015                              | Португалия                                  | 1:0                                         | —                                           | Товарищеский матч                           |
| 27                                          | 26 марта 2016                               | Литва                                       | 3:0                                         | —                                           | Товарищеский матч                           |
| 28                                          | 29 марта 2016                               | Франция                                     | 2:4                                         | —                                           | Товарищеский матч                           |
| 29                                          | 1 июня 2016                                 | Чехия                                       | 1:2                                         | —                                           | Товарищеский матч                           |
| 30                                          | 20 июня 2016                                | Уэльс                                       | 0:3                                         | —                                           | Финальные матчи ЧЕ-2016                     |
| 31                                          | 31 августа 2016                             | Турция                                      | 0:0                                         | —                                           | Товарищеский матч                           |
| 32                                          | 6 сентября 2016                             | Гана                                        | 1:0                                         | —                                           | Товарищеский матч                           |
| 33                                          | 9 октября 2016                              | Коста-Рика                                  | 3:4                                         | 1                                           | Товарищеский матч                           |
| 34                                          | 10 ноября 2016                              | Катар                                       | 1:2                                         | 1                                           | Товарищеский матч                           |
| 35                                          | 15 ноября 2016                              | Румыния                                     | 1:0                                         | —                                           | Товарищеский матч                           |
| 36                                          | 24 марта 2017                               | Кот-д’Ивуар                                 | 0:2                                         | —                                           | Товарищеский матч                           |
| 37                                          | 28 марта 2017                               | Бельгия                                     | 3:3                                         | —                                           | Товарищеский матч                           |
| 38                                          | 5 июня 2017                                 | Венгрия                                     | 3:0                                         | —                                           | Товарищеский матч                           |
| 39                                          | 9 июня 2017                                 | Чили                                        | 1:1                                         | —                                           | Товарищеский матч                           |
| 40                                          | 17 июня 2017                                | Новая Зеландия                              | 2:0                                         | —                                           | Кубок конфедераций 2017                     |
| 41                                          | 21 июня 2017                                | Португалия                                  | 0:1                                         | —                                           | Кубок конфедераций 2017                     |
| 42                                          | 24 июня 2017                                | Мексика                                     | 1:2                                         | 1                                           | Кубок конфедераций 2017                     |
| 43                                          | 7 октября 2017                              | Республика Корея                            | 4:2                                         | —                                           | Товарищеский матч                           |
| 44                                          | 10 октября 2017                             | Иран                                        | 1:1                                         | —                                           | Товарищеский матч                           |
| 45                                          | 23 марта 2018                               | Бразилия                                    | 0:3                                         | —                                           | Товарищеский матч                           |
| 46                                          | 27 марта 2018                               | Франция                                     | 1:3                                         | —                                           | Товарищеский матч                           |
| 47                                          | 30 мая 2018                                 | Австрия                                     | 0:1                                         | —                                           | Товарищеский матч                           |
| 48                                          | 5 июня 2018                                 | Турция                                      | 1:1                                         | 1                                           | Товарищеский матч                           |
| 49                                          | 14 июня 2018                                | Саудовская Аравия                           | 5:0                                         | —                                           | Финальные матчи ЧМ-2018                     |
| 50                                          | 19 июня 2018                                | Египет                                      | 3:1                                         | —                                           | Финальные матчи ЧМ-2018                     |
| 51                                          | 25 июня 2018                                | Уругвай                                     | 0:3                                         | —                                           | Финальные матчи ЧМ-2018                     |
| 52                                          | 1 июля 2018                                 | Испания                                     | 1:1 (4:3 по пен.)                           | —                                           | Финальные матчи ЧМ-2018                     |
| 53                                          | 7 июля 2018                                 | Хорватия                                    | 2:2 (3:4 по пен.)                           | —                                           | Финальные матчи ЧМ-2018                     |

Итого: 53 матча / 7 голов; 24 победы, 14 ничьих, 15 поражений.